# Furu-utsubo

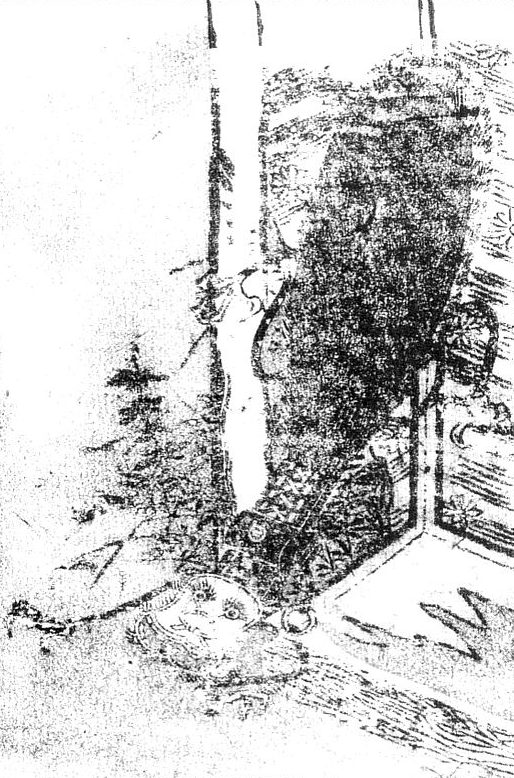
Furu-utsubo (古空穂) issu de l'ouvrage Gazu Hyakki Tsurezure Bukuro (百器徒然袋)

Le Furu-utsubo ou Furuutsubo (古空穂; "Ancien carquois") est un yōkai, une créature légendaire du folklore japonais.

## Description
Le Furu-utsubo est décrit comme un ancien carquois ouvragé, tel que ceux utilisés par les samouraïs féodaux à la guerre ou par les chasseurs impériaux. 
Il s'agit d'un tsukumogami, une créature issue généralement d'un objet ayant atteint l'âge de 100 ans.
Le Furu-utsubo aurait également pris vie grâce à l'énergie résiduelle laissé par son possesseur qui l'a chéri durant son existence.
Il se peut également que ce soit l'âme du défunt lui-même qui prenne possession du matériel de guerre. Le Tsukumogami sera alors animé d'un esprit de vengeance. 
Cependant si l'objet est perdu et abandonné, empli par le chagrin et le désespoir il part à la recherche de son ancien propriétaire. 
Quand il prend vie, il développe un visage grimaçant et des bras et des jambes minces, puissants et poilus. Il rampe avec agilité et émets des marmonnements ainsi que des grognements. 

## Origine et légende
Le Furu-utsubo est représenté et décrit dans l'ouvrage Gazu Hyakki Tsurezure Bukuro (百器徒然袋; Le Sac illustré de cent démons au hasard) de Toriyama Sekien de 1784. Sekien suppose que "son" Furu-utsubo, qu'il prétend avoir rencontré en rêve, aurait appartenu aux héros de guerre Miuranosuke et Kazusanosuke. Ces deux archers sont les personnages principaux de la légende de la déesse renarde Tamamo-no-Mae (玉藻前), qui se serait transformée en pierre tueuse après sa mort. 
Le Furu-utsubo apparaît également en tant que personnage secondaire dans une pièce de nô de 1456 intitulée Sesshōseki de Hiyoshi "Saami" Yasukiyo. 
Selon une légende, un Furu-utsubo célèbre aurait appartenu au commandant Miura Yoshiaki, du clan Miura. Après avoir perdu la vie en se sacrifiant durant la guerre de Genpei, son carquois empli de tristesse devint un Furu-utsubo.